# Wes Unseld
Westley Sissel "Wes" Unseld (Louisville, 14 de março de 1946 — Maryland, 2 de junho de 2020) foi um ex-jogador e treinador de basquetebol norte-americano. Ele jogou e treinou toda a sua carreira no Baltimore/Capital/Washington Bullets e entrou para o Naismith Memorial Basketball Hall of Fame em 1988.
Um jogador de extrema força física, ele tinha pouca técnica mas compensava com muita garra e determinação. Ele foi eleito MVP (o segundo mais jovem jogador a ser eleito MVP (sendo superado apenas por Derrick Rose em 2010) e Novato do Ano em 1969 (o segundo jogador a ser eleito em ambas as categorias no mesmo ano).
Ele treinou o Washington Bullets por 7 temporadas de 1988 até 1994. Depois foi o general manager da equipe entre 1996 e 2003.
Unseld faleceu no dia 2 de junho de 2020 aos 74 anos, em função de sua saúde estar bem debilitada. Uma das últimas e inúmeras enfermidades que sofreu foi uma pneumonia.

## Início da vida e carreira no ensino médio
Unseld nasceu em Louisville, Kentucky, filho de Charles e Cornelia Unseld como um dos nove filhos. Seu pai era um lutador premiado, pedreiro, petroleiro e jogador de beisebol do Indianapolis Clowns.
Unseld jogou na Seneca High School que ganhou títulos estaduais de Kentucky em 1963 e 1964. Ele foi recrutado por mais de 100 universidade e tornou-se o primeiro atleta afro-americano a receber uma bolsa de estudos atlética para a Universidade de Kentucky. Líderes de integração em Louisville tentaram convencer Unseld a frequentar a Universidade de Kentucky e afirmaram que "seria bom para Kentucky e para a Southeastern Conference", mas Unseld optou por ficar na cidade e frequentar a Universidade de Louisville.

## Carreira universitária

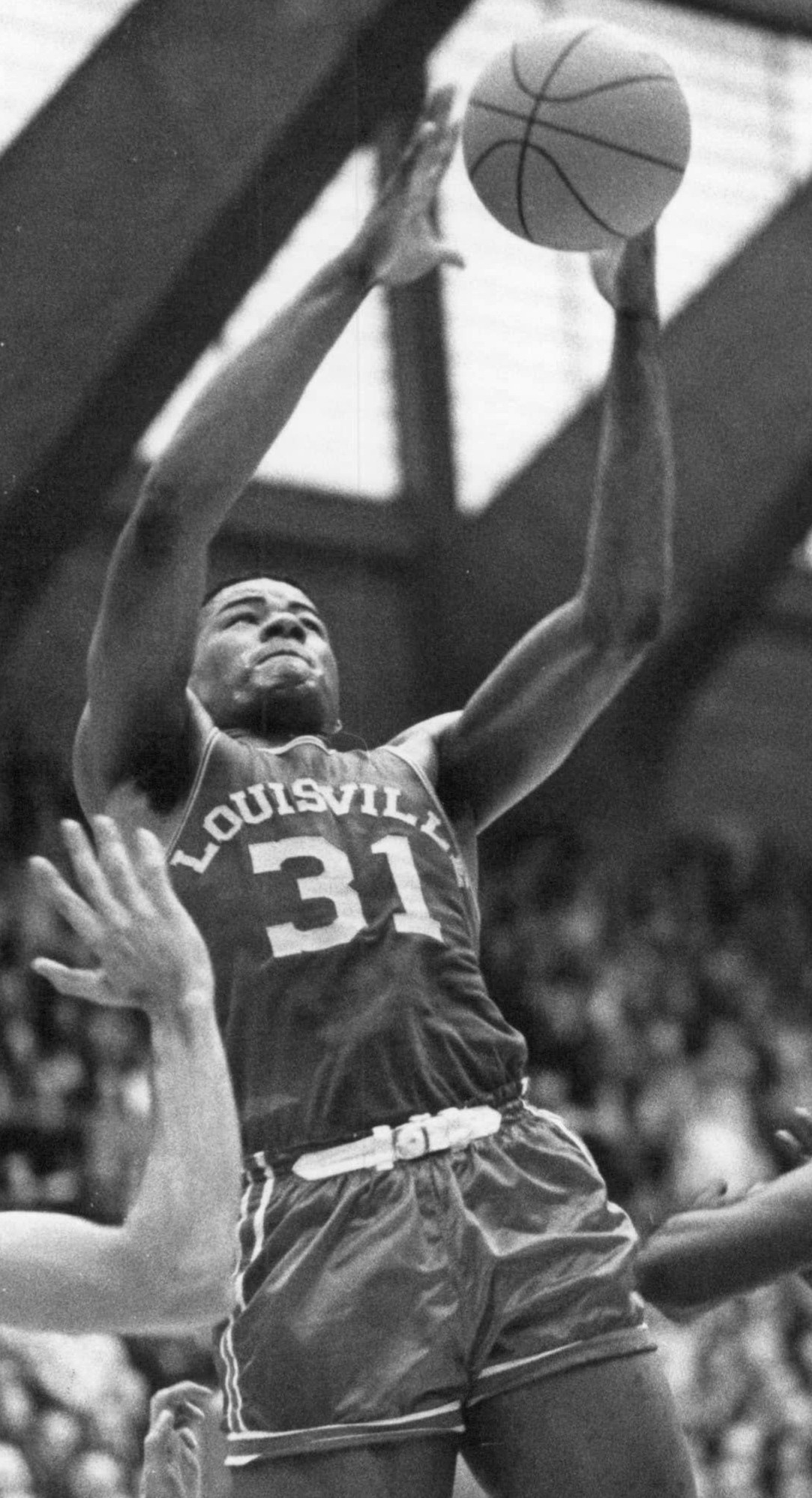
Unseld pegando um rebote pela Universidade de Louisville em 1967.

Unseld jogou como Pivô da equipe de calouros da universidade e teve médias de 35,8 pontos e 23,6 rebotes em 14 jogos. Em seus três anos seguintes, ele registrou 1.686 pontos (20,6 de média) e 1.551 rebotes (18,9 de média) em 82 jogos.
Unseld levou Louisville a um recorde de 60-22 durante sua carreira universitária, sendo convidados para o Torneio Nacional de Convites (NIT) em 1966 e para o Torneio da NCAA em 1967 e 1968.

## Carreira profissional

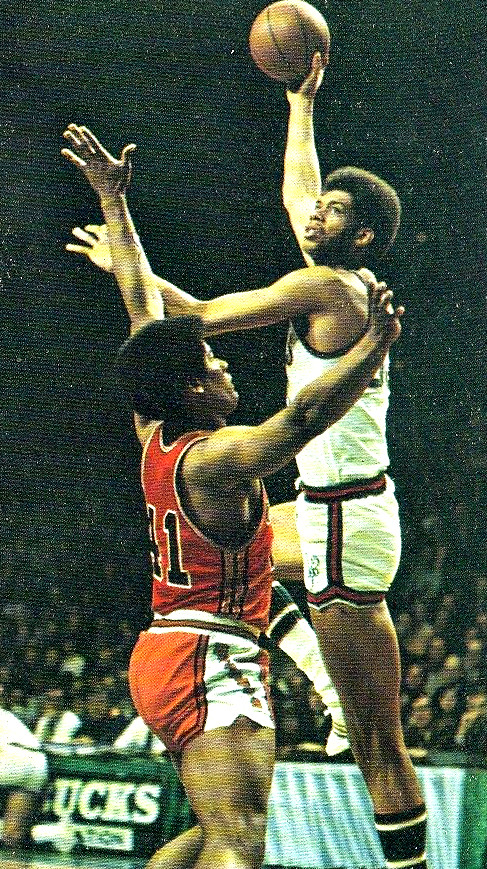
Unseld marcando Kareem Abdul-Jabbar do Milwaukee Bucks de 1971

Unseld foi selecionado pelo Baltimore Bullets como a segunda escolha geral no Draft da NBA de 1968. Ele também foi selecionado pelo Kentucky Colonels da American Basketball Association (ABA) no Draft da ABA de 1968. Foi oferecido contratos por ambas as equipes, mas Unseld optou por assinar com os Bullets da NBA, apesar deles supostamente oferecerem menos dinheiro. Após a assinatura de Unseld, o proprietário dos Bullets, Earl Foreman, proclamou que "este contrato representa o contrato mais atraente e gratificante que tem ou será assinado por qualquer jogador da NBA este ano".
Em seu primeiro jogo na temporada regular, Unseld registrou oito pontos e 22 rebotes na vitória por 124-116 sobre o Detroit Pistons. Em 19 de outubro, Unseld registrou seu primeiro duplo-duplo da carreira depois de registrar 13 pontos e 20 rebotes em uma derrota por 124-121 para o Philadelphia 76ers. Em 22 de novembro, ele registrou 20 pontos e 29 rebotes na derrota por 121-110 para os 76ers.
Como novato, Unseld ajudou a liderar os Bullets para um recorde de 57-25 e um título de divisão. Unseld teve média de 18,2 rebotes naquele ano e juntou-se a Wilt Chamberlain para se tornar o segundo jogador a ganhar o Novato do Ano e o MVP no mesmo ano.
Unseld foi um dos melhores jogadores defensivos de sua época, e em 1974-75, liderou a NBA em rebotes. Na temporada seguinte, ele liderou a NBA em porcentagem de arremessos com 0,561.
Unseld levou os Bullets a quatro finais da NBA na década de 1970 e ganhou o título em 1978 sobre o Seattle SuperSonics, no qual ele foi nomeado o MVP das Finais. Ele encerrou sua carreira de jogador em março de 1981 e sua camisa nº 41 foi aposentada pelos Bullets pouco depois.

## Perfil do jogador
Famoso por seus rebotes e e capacidade de inflamar um contra-ataque com seus passes precisos, Unseld compensava sua relativa falta de tamanho como um pivô com força bruta e pura determinação. Em 984 jogos da NBA – todos com os Bullets –, Unseld teve média de duplo-duplo em pontos e rebotes com 10,8 pontos e 14,0 rebotes. Ele também teve média de 3,9 assistências, excelente para um pivô, nos 36 minutos que jogou por jogo. 
Unseld foi introduzido no Naismith Memorial Basketball Hall of Fame em 1988, e em 1996, ele foi nomeado como um dos 50 Maiores Jogadores da NBA de todos os tempos.

## Carreira executiva
Após a aposentadoria de Unseld em 1981, ele se mudou para um cargo na diretoria dos Bullets, onde serviu como vice-presidente por seis anos antes de ser nomeado treinador principal em 1988. Ele renunciou após a temporada de 1994 com um recorde de 202–345. Unseld tornou-se gerente geral dos Bullets em 1996 (eles foram renomeados para Wizards em 1997) e serviu nesse papel por sete anos. Ele guiou a equipe para os playoffs uma vez durante seu mandato como gerente geral.

## Vida pessoal
A esposa de Unseld, Connie, abriu a Escola Unselds em 1979. Uma escola particular localizada no sudoeste de Baltimore que tem um programa do jardim de infância até a oitava série. Connie e a filha Kimberly servem como professoras na escola.
Unseld era o padrinho de Kevin Love. Ele e Stan Love eram companheiros de equipe no Baltimore Bullets. Seu filho, Wes Unseld Jr., é um treinador na NBA que se tornou o treinador dos Wizards em 2021.
Unseld morreu em 2 de junho de 2020 após sofrer longas batalhas de saúde.

## Estatísticas
| † | Campeão da temporada                |
|   | Líder da liga                       |
|   | MVP da temporada regular/campeonato |
|   | Recorde da história da NBA          |

### Como jogador
Temporada Regular
| Ano      | Equipe       | PJ  | PT | MPJ  | AP   | 3P   | LL   | RT   | AS  | BR  | TO  | PPJ  |
| -------- | ------------ | --- | -- | ---- | ---- | ---- | ---- | ---- | --- | --- | --- | ---- |
| 1968–69  | Baltimore    | 82  | —  | 36.2 | .476 | —    | .605 | 18.2 | 2.6 | —   | —   | 13.8 |
| 1969–70  | Baltimore    | 82  | —  | 39.4 | .518 | —    | .638 | 16.7 | 3.5 | —   | —   | 16.2 |
| 1970–71  | Baltimore    | 74  | —  | 39.2 | .501 | —    | .657 | 16.9 | 4.0 | —   | —   | 14.1 |
| 1971–72  | Baltimore    | 76  | —  | 41.7 | .498 | —    | .629 | 17.6 | 3.7 | —   | —   | 13.0 |
| 1972–73  | Baltimore    | 79  | —  | 39.1 | .493 | —    | .703 | 15.9 | 4.4 | —   | —   | 12.5 |
| 1973–74  | Capital      | 56  | —  | 30.8 | .438 | —    | .655 | 9.2  | 2.8 | 1.0 | 0.3 | 5.9  |
| 1974–75  | Washington   | 73  | —  | 39.8 | .502 | —    | .685 | 14.8 | 4.1 | 1.6 | 0.9 | 9.2  |
| 1975–76  | Washington   | 78  | —  | 37.5 | .561 | —    | .585 | 13.3 | 5.2 | 1.1 | 0.8 | 9.6  |
| 1976–77  | Washington   | 82  | —  | 34.9 | .490 | —    | .602 | 10.7 | 4.4 | 1.1 | 0.5 | 7.8  |
| 1977–78  | Washington † | 80  | —  | 33.1 | .523 | —    | .538 | 11.9 | 4.1 | 1.2 | 0.6 | 7.6  |
| 1978–79  | Washington   | 77  | —  | 31.2 | .577 | —    | .643 | 10.8 | 4.1 | 0.9 | 0.5 | 10.9 |
| 1979–80  | Washington   | 82  | —  | 36.3 | .513 | .500 | .665 | 13.3 | 4.5 | 0.8 | 0.7 | 9.7  |
| 1980–81  | Washington   | 63  | —  | 32.3 | .524 | .500 | .640 | 10.7 | 2.7 | 0.8 | 0.6 | 8.0  |
| Carreira | Carreira     | 984 | —  | 36.4 | .509 | .500 | .633 | 14.0 | 3.9 | 1.1 | 0.6 | 10.8 |
| All-Star | All-Star     | 5   | 0  | 15.4 | .500 | —    | .600 | 7.2  | 1.2 | 0.4 | 0.0 | 6.2  |

Playoffs
|  | MVP das finais |

| Ano      | Equipe       | PJ  | PT | MPJ  | AP   | 3P   | LL   | RT   | AS  | BR  | TO  | PPJ  |
| -------- | ------------ | --- | -- | ---- | ---- | ---- | ---- | ---- | --- | --- | --- | ---- |
| 1969     | Baltimore    | 4   | —  | 41.3 | .526 | —    | .789 | 18.5 | 1.3 | —   | —   | 18.8 |
| 1970     | Baltimore    | 7   | —  | 41.3 | .414 | —    | .789 | 23.6 | 3.4 | —   | —   | 10.4 |
| 1971     | Baltimore    | 18  | —  | 42.2 | .462 | —    | .568 | 18.8 | 3.8 | —   | —   | 13.2 |
| 1972     | Baltimore    | 6   | —  | 44.3 | .492 | —    | .526 | 12.5 | 4.2 | —   | —   | 12.3 |
| 1973     | Baltimore    | 5   | —  | 40.2 | .417 | —    | .474 | 15.2 | 3.4 | —   | —   | 9.8  |
| 1974     | Capital      | 7   | —  | 42.4 | .492 | —    | .600 | 12.1 | 3.9 | 0.6 | 0.1 | 10.1 |
| 1975     | Washington   | 17  | —  | 43.2 | .546 | —    | .656 | 16.2 | 3.8 | 0.9 | 1.2 | 10.7 |
| 1976     | Washington   | 7   | —  | 44.3 | .462 | —    | .542 | 12.1 | 4.0 | 0.9 | 0.6 | 7.0  |
| 1977     | Washington   | 9   | —  | 40.9 | .556 | —    | .583 | 11.7 | 4.9 | 0.9 | 0.7 | 7.4  |
| 1978     | Washington † | 18  | —  | 37.6 | .530 | —    | .587 | 12.0 | 4.4 | 0.9 | 0.4 | 9.4  |
| 1979     | Washington   | 19  | —  | 38.7 | .494 | —    | .609 | 13.3 | 3.4 | 0.9 | 0.7 | 10.3 |
| 1980     | Washington   | 2   | —  | 43.5 | .500 | .000 | .667 | 14.0 | 3.5 | 0.0 | 1.5 | 9.0  |
| Carreira | Carreira     | 119 | —  | 41.1 | .493 | .000 | .608 | 14.9 | 3.8 | 0.8 | 0.7 | 10.6 |

### Como Treinador
| Time       | Ano      | J   | V   | D   | %    | Colocação          | PJ | PV | PD | %    | Resultado                           |
| ---------- | -------- | --- | --- | --- | ---- | ------------------ | -- | -- | -- | ---- | ----------------------------------- |
| Washington | 1987-88  | 55  | 30  | 25  | .545 | 2º na D. Atlântico | 5  | 2  | 3  | .400 | Derrota 1º round dos playoffs       |
| Washington | 1988-89  | 82  | 40  | 42  | .488 | 4º na D. Atlântico | —  | —  | —  | —    | Não classificou-se para os playoffs |
| Washington | 1989-90  | 82  | 31  | 51  | .378 | 4º na D. Atlântico | —  | —  | —  | —    | Não classificou-se para os playoffs |
| Washington | 1990-91  | 82  | 30  | 52  | .366 | 4º na D. Atlântico | —  | —  | —  | —    | Não classificou-se para os playoffs |
| Washington | 1991-92  | 82  | 25  | 57  | .305 | 6º na D. Atlântico | —  | —  | —  | —    | Não classificou-se para os playoffs |
| Washington | 1992-93  | 82  | 22  | 60  | .268 | 7º na D. Atlântico | —  | —  | —  | —    | Não classificou-se para os playoffs |
| Washington | 1993-94  | 82  | 24  | 58  | .293 | 7º na D. Atlântico | —  | —  | —  | —    | Não classificou-se para os playoffs |
| Carreira   | Carreira | 547 | 202 | 345 | .369 |                    | 5  | 2  | 3  | .400 |                                     |

## Prêmios e Homenagens
Como Jogador
- Membro do Naismith Basketball Hall of Fame: 1988
- NBA:
  - Campeão da NBA: 1978;
  - NBA Most Valuable Player (MVP): 1969;
  - NBA Finals Most Valuable Player (MVP das Finais): 1978;
  - NBA Rookie of the Year: 1969;
  - 5x NBA All-Star: 1969, 1971, 1972, 1973, 1975;
  - All-NBA Team:
    - primeiro time: 1969;

  - Líder em rebotes da NBA: 1975;
  - Um dos 50 grandes jogadores da história da NBA
  - Um dos 75 grandes jogadores da história da NBA
  - Camisa nº 41 aposentada pelo Washington Wizards

Recordes pelo Washington Wizards
- 1º em jogos - 984
- 1º em rebotes - 13.769
- 2º em assistências - 3.822
- 5º em pontos - 10.624
- 3º em Triplo-duplos - 7

## Ligações Externas
- Wes Unseld no Basketball-reference